# Renger van Eerten
Pas d'image ? Cliquez ici

a Compétitions nationales et continentales officielles uniquement.

b Matchs officiels uniquement.
Dernière mise à jour le 18 juillet 2024.
Renger van Eerten, né le 2 août 1999 aux Pays-Bas, est un joueur international américain, d'origine néerlandaise, de rugby à XV évoluant au poste de deuxième ligne.

## Biographie
Né aux Pays-Bas d'un père Néerlandais et d'une mère Américaine, Renger van Eerten découvre le rugby à XV à l'âge de six ans en Angleterre où vit alors sa famille. Il pratique la discipline au sein de son école. Sa famille déménage ensuite au Canada, où il pratique le hockey sur gazon, puis revient aux Pays-Bas et reprend le rugby au sein du Haagsche RC. Il y remporte plusieurs titres dans ces catégories d'âge, et intègre la Rugby Academy Zuid-West. En 2017, il termine son lycée et emménage à Amsterdam pour suivre ses études. Il rejoint le centre d'entraînement national, le Nationaal Training Centrum (NTC), tout en jouant avec l'équipe première du Haagsche RC.
En 2019, il est repéré par Goderzi Shvelidze lors d'un match de moins de 20 ans, qui lui propose de passer un essai au CA Brive,. Il intègre alors le centre de formation, et dispute sa première rencontre professionnelle face aux Zebre lors d'un match de Challenge européen en 2020. En 2021, il signe son premier contrat professionnel avec le club, s'engageant jusqu'en 2025. Il obtient du temps de jeu dès le début de saison, et inscrit notamment un essai face à l'USA Perpignan.
En juillet 2024, il joue son premier match international contre la Roumanie sous les couleurs des États-Unis.